# Заріченське (Калінінградська область)
Зарі́ченське (рос. Зареченское), до 1928 року — Грос Зоброст (нім. Groß Sobrost), до 1947 року — Зоброст (нім. Sobrost) — селище в Правдинському районі Калінінградської області Російської Федерації. Входить до складу Желєзнодорожного міського поселення.